# Яснодольск
Яснодольск (укр. Яснодольськ) — посёлок, относится к Славяносербскому району Луганской области Украины. Под контролем самопровозглашённой Луганской Народной Республики.

## История
Президиум Верховного Совета УССР номером акта 3574-XI от 16.02.1987 года постановил присвоить построенному посёлку — поселению центральной усадьбы совхоза «Красногвардейский» — наименование посёлок Яснодольск.

## География
Соседние населённые пункты: город Зимогорье на востоке, сёла Хорошее на северо-востоке, Петровеньки на севере, Червоный Лиман, Богдановка, Заречное, Весняное, Бердянка, посёлки Червоногвардейское, Криничное, Тавричанское, города Кировск на северо-западе, Стаханов на западе и юго-западе, сёла Каменка на юге, Петровка, посёлки Криворожье, Лозовский на юго-востоке.

## Население
Население по переписи 2001 года составляло 288 человек.

## Общие сведения
Почтовый индекс — 93889. Телефонный код — 6473. Занимает площадь 1,997 км². Код КОАТУУ — 4424585511.

## Местный совет
93721, Луганская обл., Славяносербский р-н, с. Хорошее, ул. Октябрьская, 10.